# Escudo (moeda)

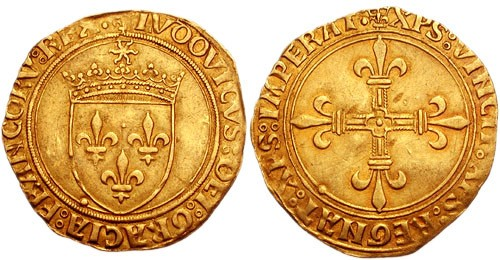
Escudo coroado, com sol: escrita com flor-de-lis coroada, LUdOVICVS: dEI: GRACIA: FRANCORV: REX, ponto sobre a 18.ª letra (esq.)
cruz de flor-de-lis dentro de quadrilobo; escrita com flor-de-lis coroada: XPS:VINCIT:XPS:REGNAT:XPS:IMPERAT; ponto sob a 18.ª letra.

Escudo  (em francês:  écu, em português e castelhano: escudo e em italiano:  scudo) é o nome de algumas moedas, normalmente de ouro ou prata, que tiveram circulação na Europa e nas suas colónias. Foi assim chamado porque as primeiras moedas traziam o brasão de armas da autoridade que os emitiram.
O uso do nome escudo difundiu-se além do território francês, por exemplo para a península itálica, onde houve muitas versões, Áustria e Hungria, assim como, no caso da origem do antigo escudo português.